# Станционный смотритель (группа)
Станционный смотритель  — музыкальная группа из Самары.

## История
Деятельность коллектива начинается в конце 1998 года в городе Самара в составе: Сергей «Снег» Снеговский (вокал и тексты песен), Павел «Индеец» Шлычков (бас-гитара), Александр «Волк» Колбяков (гитара), Владимир «Роджерс» Родионов (гитара) и Сергей «Философ» Глухов (ударные).
В 2000 году записывается первый студийный альбом «Лабиринт». В состав вливается Константин (Судья) Фёдоров (бэк-вокал, дикие пляски), но уходит Владимир (Роджерс) Родионов.
В 2001 году группа записывает альбом «Дочь», в 2002 году — «Манекены». Следуют различные приглашения на концерты по всей Самарской Губернии и в соседние области (Ульяновск). На одном из концертов в честь дня города на центральной площади Самары толпа фанатов во время выступления сносит перегородки и концерт заканчивается. Группа иногда конфликтует с организаторами концертов и охраной по поводу самовыражения на сцене и ненормативной лексики (хотя в тестах песен она практически отсутствует).
В 2003 году команда играет в самарском клубе «Полигон» на разогреве у Гражданской обороны, после чего, тур-менеджер «ГрОб» организовывает гастроли в Москве (Р-Клуб, Матрица, Б-2) и Подмосковье (Зеленоград, Подольск). Песни Станционного Смотрителя звучат в эфире местных самарских радиостанций «Самара-Максимум» и «Наше Радио». Лидер группы Снег участвует в прямом эфире радиостанции «Самара-Максимум». Одна из песен «СС» входит в сборник «Панк-Оккупация 3» и происходит знакомство с Александром Танкевичем из команды «THE ПАУКИ», город Санкт-Петербург.
В 2004 году в составе появляется новый гитарист Сергей Русс. Издаются альбомы «Зло и вежливо» и «Рис совать», рождается клип «Упасть в полынь». В своём родном городе Самаре команда «засветилась» на всех открытых и закрытых концертных площадках, как правило, закрывая концертные программы, выступая хэд-лайнером, неизменно собирает большое количество зрителей. Группа участвует в многочисленных фестивалях («Клинское-продвижение», «Спрайт-жажда успеха», «Байк-шоу», «Русское поле — Волга-лайф», «РОКот Конфедерации» и др.).
В конце 2004 года коллектив становится лауреатом двухдневного пивного фестиваля в Самаре «Beer-mania». В конце года, по приглашению того же Танкевича, группа посещает с концертами Санкт-Петербург (Молоко, Орландина, Дип-Саунд). В Самаре появились коллективы копирующие стиль группы, прозванные в народе дублями «СС».
В 2005 году «СС» отправляется в гастрольный тур по нескольким городам совместно с легендой российской рок-музыки - группой «Гражданская Оборона».
Коллектив становится хедлайнером всех открытых рок-фестивалей в Самаре и области, получает специальный приз «Нашего Радио».
В 2006 году команда в шутку записывает первый лайф-альбом «За 500!», который распространяется среди слушателей, благодаря интернет-сайту и давно перестал быть шуткой. Вокалист Снег пробует свои силы в сольном творчестве и выпускает свой собственный альбом «Сети». И вскоре образовывает собственный сольный акустический проект «6 Океанов».
В конце 2006 года коллектив выпускает сингл «Зверь в гостях», состоящий из нескольких песен, звучащих несколько иначе, чем всё предыдущее творчество — всё так же ярко и драйвово, но чуть более лирично и намного профессиональнее.
В 2008 году группа записывает альбом «Счастливый Фрейд», который с успехом был презентован самарской публике в конце года. Уже весной 2009-го коллектив уезжает в гастрольный тур по городам России с презентацией альбома.
Чуть позже на песню «Я-другой» был снят видеоклип.
В 2010 году группа впервые в истории самарской рок-музыки получает приглашение выступить на главном рок-фестивале современной России — «Нашествие».
В августе коллектив выступает на скандальном рок-фестивале «Торнадо», на котором было зарегистрировано массовое побоище.
В 2011 году выходит альбом «На миллиарды зим в невесомость».
Следуют концерты в городах Уфа, Москва, Сызрань, Пенза.
В этом году второй раз рок-группа Станционный Смотритель получает приглашение на юбилейный рок-фестиваль «Нашествие».
В 2022 году состав группы неизвестен как и её деятельность.

## Состав

### Текущие участники
- Сергей (Снег) Снеговский — вокал, гитара (акустика), тексты;
- Павел (Индеец) Шлычков — бас-гитара;
- Алексей (Пух) Иванчик — гитара (с 2000 по 2001 гг., c 2018 по н.в.)
- Константин (Адуван) Карпов — ударные (с 2012 по н. в.)
- Артём (Артист) Некрасов — гитара (с 2013 по н.в.)

### Бывшие участники
- Владимир (Роджерс) Родионов — гитара (1998—2000 гг.)
- Константин (Судья) Федоров — бэк-вокал, шоу (2000—2001 гг.)
- Сергей (Философ) Глухов — ударные (1998—2012 гг.)
- Сергей (Неф) Коннов — гитара (2001—2002 гг.)
- Сергей (Рысь) Русс — гитара (2004—2013 гг.)
- Александр (Волк) Колбяков - гитара (1998-2017 гг.)

## Дискография

### Полноформатные альбомы
- 2000 — «Лабиринт» («Мир Рекордз», CD)
- 2001 — «Дочь» («Мир Рекордз», CD)
- 2002 — «Манекены» («Мир Рекордз», CD)
- 2004 — «Зло и вежливо» («Мир Рекордз», «Джефф-рекордз», CD)
- 2004 — «Рис совать» («Мир Рекордз», «Джефф-рекордз», CD)
- 2008 — «Счастливый Фрейд» («S-Mix Recordz», CD)
- 2011 — «На миллиарды зим в невесомость» («DEEP Recordz», CD)
- 2014 — «Цепь» («DEEP Recordz», CD)
- 2017 — «СтереоС» («DEEP Recordz», CD)
- 2023 — «Родное»

### Мини-альбомы и синглы
- 2007 — «Зверские гости» (EP)
- 2010 — «На миллиарды зим в невесомость» (EP)
- 2012 — «Какого цвета метро?» (EP)
- 2013 — «Одиночество» (SP)
- 2020 — "Хозяин" (SP)

### Live-альбомы
- 1999 — «Святые горы» (Live)
- 2005 — «Концерт в ЦСМ» (Live)
- 2005 — «За 500!» (Live Studio)
- 2013 — «За 500 Дубль 2. Нервы и всё остальное» (Live Studio)